# Батырша-улы, Сайлау
Сайлау Батырша-улы (род. 5 января 1942 г., Чуйский район Жамбылской области, Казахстан) — доктор экономических наук, заслуженный работник дипломатической службы РК, общественный деятель, первый арабист Казахстана.

## Образование, ученые степени и звания
Происходит из рода Жалайыр. Учился в Ташкентском государственном университете, Высшей дипломатической школе (Академии) МИД СССР, на факультете арабской филологии Дамасского университета (Сирия, 1963), Институте «Французский Альянс» в Париже (1968). Первый казах, защитивший кандидатскую диссертацию в Московском государственном институте международных отношений. Защита докторской диссертации (1994) в Российском экономическом университете им. Плеханова и Ленинградском государственном университете мировой экономики.

## Карьера
1964—1965 — ответственный секретарь Казахского общества дружбы и культурных связей с зарубежными странами.
1965—1967 гг. — первый секретарь МИД Казахской ССР.
1971—1978 гг. — ученый секретарь Республиканского общества «Знание», лектор Алматинского обкома Компартии Казахстана.
1981—1983 гг. — инструктор обкома Компартии Казахстана.
1983—1989 гг. — доцент, зав. кафедрой Алматинского театрально-художественного института.
1987—1997 — работал в Казахском государственном университете им. аль-Фараби.
С 1990 года — заместитель министра иностранных дел Казахстана.
Будучи заместителем министра иностранных дел КазССР в 1991 году, был включен в состав советской делегации на сессии Генассамблеи ООН. В Нью-Йорке он обозначил стремление республики вступить в члены ООН.
С 1993 г. — Посол Республики Казахстан в Узбекистане.
1994 г. — Посол по особым поручениям МИД РК.
1994—1996 гг. — советник Посольства Казахстана в Египте.
1996 г. — советник МИД Казахстана.
1997—2002 гг. — советник Посольства РК в Израиле.
Работал во Франции, Алжире, Конго. Ещё в советское время участвовал конференции по сотрудничеству стран Дальнего Востока, Юго-Восточной Азии и Океании.
Член межправительственной Казахско-Иранской совместной комиссии по торгово-экономическому, научно-техническому и культурному сотрудничеству.
С июня 2002 г. — советник министра иностранных дел РК, профессор факультета международных отношений Евразийского национального университета им. Л. Н. Гумилева.
2007 г. — заместитель председателя демократической партии Казахстана «Халык рухы».

## Награды и присужденные премии
- 20 января 2008 г. — медаль имени Назира Тюрякулова «Казахстан Республикасынын сырткы саясатына коскан улеси ушин» (За вклад в развитие внешней политики РК).[11]
- Медаль «Астана қаласына 10 жыл» (2010).
- Удостоен правительственной награды — ордена «Құрмет» (2009 г.).[12]
- Юбилейная медаль «25 лет независимости Республики Казахстан» (2016)[13]
- 2016 — Орден Парасат[14]